# Universidade do Vale do Taquari
A Universidade do Vale do Taquari (Univates) é uma instituição comunitária de ensino superior privada, sem fins lucrativos, localizada em Lajeado, no estado do Rio Grande do Sul, Brasil. Atende especialmente o Vale do Taquari e áreas próximas, como o Vale do Rio Pardo e a Serra Gaúcha. É mantida pela Fundação Vale do Taquari de Educação Desenvolvimento Social (Fuvates).
A Univates também tem polos de ensino à distância, além de oferta de outros serviços institucionais, nos municípios de Alvorada, Arroio do Meio, Arvorezinha, Bom Retiro do Sul, Carlos Barbosa, Cruz Alta, Encantado, Estrela, Guaporé, Montenegro, Porto Alegre, Serafina Corrêa, Soledade, Taquari, Teutônia, Venâncio Aires, Vera Cruz e Veranópolis.
Além da estrutura do campus sede, na Avenida Avelino Talini, no Bairro Universitário, em Lajeado, a Univates oferece serviços em outros pontos da cidade. A Farmácia Escola é um prédio construído em parceria com o governo municipal, no Centro. Ainda no região central da cidade, a instituição mantém espaços nos andares superiores do Hospital Bruno Born (HBB) para atividades na área da saúde.
Em Estrela, cidade vizinha, também funciona o Centro de Atendimento Materno-infantil (CAMI).
A Univates é a realizadora do CRIExp. A primeira edição, que aconteceu em 2016, tornou o evento um dos maiores do sul do País. Foram 50 atividades em três dias de evento, e mais de 3,5 mil participantes.

## História
Em 2019 a instituição completou 50 anos de atuação. O Ensino Superior no Vale do Taquari tem seus primeiros movimentos iniciados na década de 1960.
Em 1969, por meio de um convênio com a Universidade de Caxias do Sul (UCS), a Associação Pró-Ensino Universitário do Alto Taquari (Apeuat) encabeçou o movimento que trouxe os primeiros cursos universitários para a região. Até então, os jovens que tentavam a universidade deveriam buscar os estudos em outras regiões do RS.
Lideranças regionais se articularam para trazer alguns cursos superiores para o Vale do Taquari. No início, sem sede própria, as primeiras graduações e licenciaturas funcionavam em outros locais da cidade, como o antigo Colégio São José (atual Colégio Estadual Presidente Castelo Branco). Os primeiros cursos - Letras, Ciências Contábeis e Ciências Econômicas - iniciaram as atividades ao longo do ano de 1969.
Em 1972 a Apeuat foi substituída pela Fundação Alto Taquari de Ensino Superior (Fates) que, com a concordância da UCS, passou a buscar autonomia enquanto mantenedora junto ao Ministério da Educação, e a manter as duas faculdades diferentes criadas durante a década de 1970. No mesmo ano surgiu a Faculdade de Educação e Letras do Alto Taquari (Felat) e, em 1975, quando foram reconhecidos os cursos Ciências Econômicas e Ciências Contábeis, também foi criada a Faculdade de Ciências Contábeis e Econômicas do Alto Taquari (Faceat). A oferta de outros cursos aconteceu ao longo da década de 1990.
No fim dos anos 1990, mudanças propostas na Legislação do Ensino Superior no País favorecem a criação da Unidade Integrada Vale do Taquari de Ensino Superior - Univates, que substituiu as duas faculdades da Fates existentes até então, em 1997. A Univates foi credenciada como Centro Universitário em 1999. A Fates foi substituída, enquanto mantenedora, pela Fundação Vale do Taquari de Educação e Desenvolvimento Social (Fuvates) em 2000.
Em julho de 2017, a Univates teve o seu processo de transformação em Universidade reconhecido pelo Ministério da Educação. A partir dali, recebeu o título de Universidade do Vale do Taquari - Univates. A Instituição renova o compromisso com a sociedade: ser uma universidade de impacto social, cultural, econômico e tecnológico.

## Números e estrutura

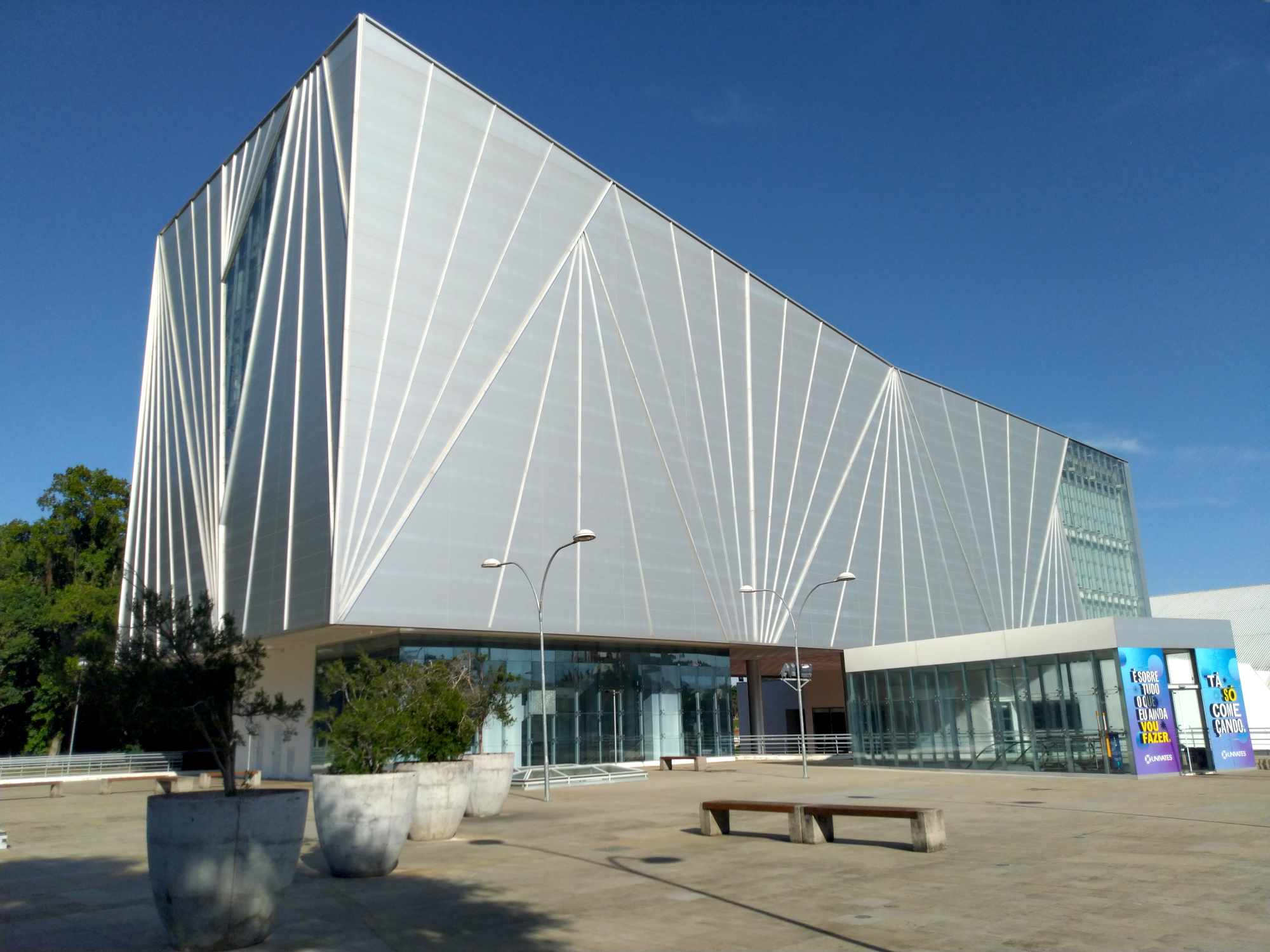
Teatro Univates

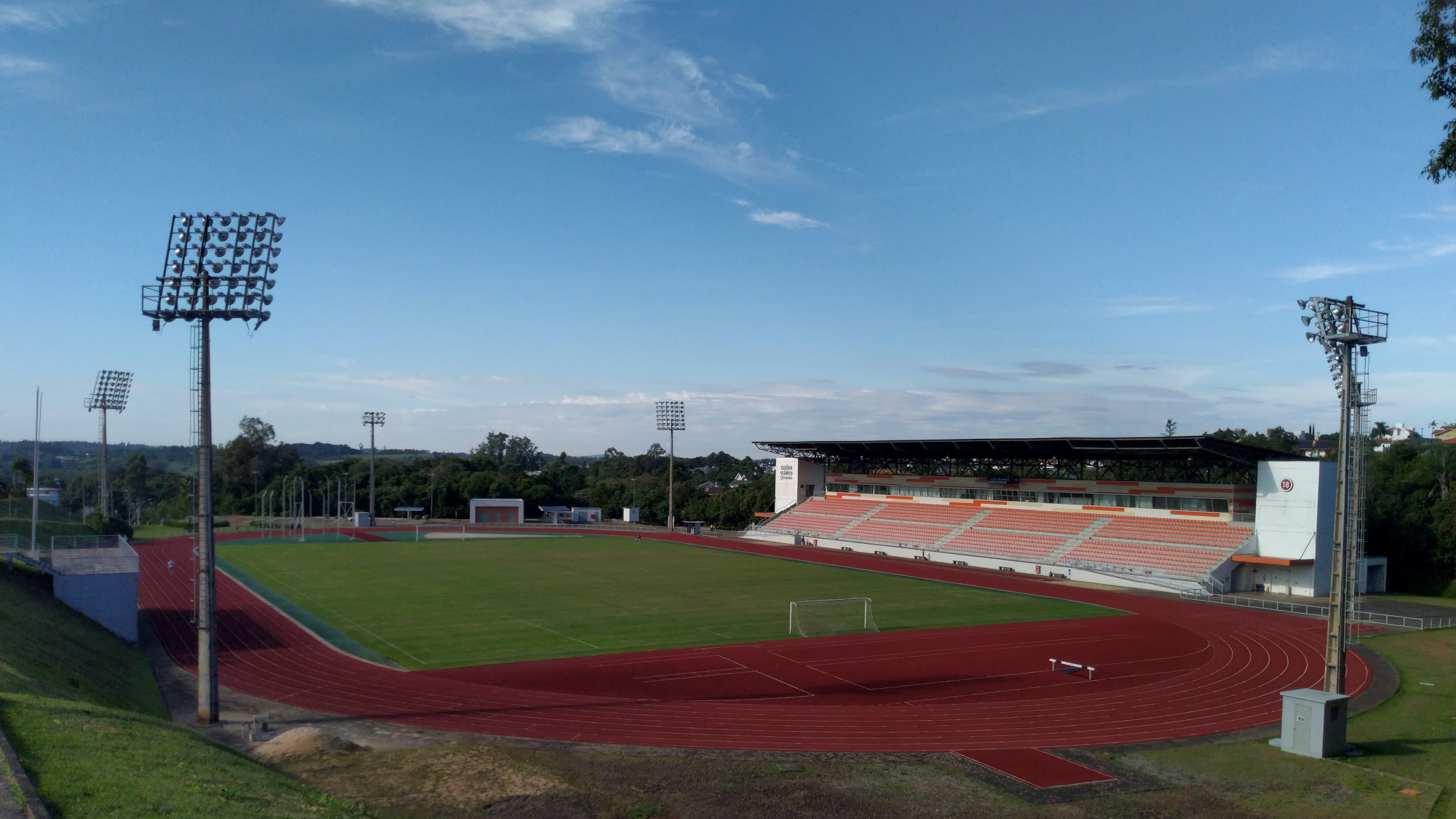
Estádio Olímpico Univates

No segundo semestre de 2020, contava com 8 731 estudantes e 440 professores contratados. Os cerca de 8,7 mil estudantes são oriundos de aproximadamente 300 cidades de todo o Brasil. A instituição oferece 45 cursos de graduação (bacharelado, licenciatura e superiores de tecnologia), 18 opções de cursos na modalidade educação à distância, 1 sequencial, 22 técnicos (em Lajeado e com algumas opções nas cidades de Guaporé, Carlos Barbosa e Veranópolis), 41 de pós-graduação (incluindo seis mestrados e três de doutorado), além de diversos cursos de educação continuada.
Em 2020, a Univates contava com 35 projetos de pesquisa, focados principalmente nas áreas de ensino, biotecnologia, tecnologia de alimentos e biotecnologia. Sua estrutura consiste tem mais de 211 laboratórios e salas especiais, uma incubadora tecnológica (a Inovates) e um parque científico e tecnológico (o Tecnovates). Na Universidade do Vale do Taquari está localizado o Centro Cultural Univates. Inaugurado em maio de 2014, ele conta com uma ampla biblioteca - uma das mais modernas da América Latina (atualmente com 65.695 obras e 163.076 volumes) -, e com uma sala de espetáculos para 1,1 mil pessoas. O Teatro Univates coloca o Vale do Taquari na rota dos grandes espetáculos artísticos nacionais. 
A Univates tem em sua estrutura organizacional o Núcleo de Informações Hidrometeorológicas (NIH), o Museu de Ciências Naturais (MCN), uma emissora de rádio - a Rádio Univates FM 95.1 - e uma emissora de televisão - a TV Univates. O Complexo Esportivo Univates tem o Estádio Olímpico, com capacidade para 1,9 mil pessoas. Também fazem parte deste complexo a Sala de Ginástica, uma Piscina e um Ginásio de Arena que comporta aproximadamente 4 mil pessoas.
Em 2013, considerando apenas centros universitários e universidades privadas, a Univates é a terceira melhor colocada no Sul do Brasil e a sétima melhor colocada no Brasil, estando entre as 3,8% melhores instituições privadas no país.
Um estudo de 2005 mostra que a instituição tem um impacto significativo na economia da cidade de Lajeado e do Vale do Taquari, fornecendo, respectivamente, 3,36% e 0,97% do número total de postos de trabalho daquele ano.
Durante todos os anos de dedicação ao conhecimento e ao crescimento da região, a Univates formou 15.146 estudantes de Graduação e Sequenciais, 4.768 em nível de Pós-graduação e 4.062 nos cursos Técnicos.

## Ensino
São oferecidos cursos superiores nas áreas de gestão organizacional, ciências humanas e sociais, ciências biológicas e da saúde, ciências exatas e tecnológicas, bem como cursos técnicos, e de pós-graduação.